# Optopol
Optopol Technology – przedsiębiorstwo przemysłu optycznego, firma została założona w 1992 przez Adama Bogdani, który od samego początku miał zamiar zbudować polską markę o zasięgu globalnym. Obecnie okulistyczna aparatura diagnostyczna produkowana przez firmę jest używana w 70 krajach na całym świecie.
Optopol działa aktualnie w trzech segmentach rynku: okulistyka, optyka, dermatologia.
Optopol jest wytwórcą technologii wykorzystywanych do budowy urządzeń diagnostycznych w zakresie okulistyki. W ramach prowadzonej działalności grupa projektuje, konstruuje, wytwarza i sprzedaje specjalistyczny sprzęt medyczny do diagnostyki okulistycznej, urządzenia stanowiące kompleksowe wyposażenie zakładu optycznego oraz urządzenia dla gabinetów dermatologii estetycznej.
Optopol oferuje na rynku okulistyczny sprzęt diagnostyczny w tym m.in. spektralny tomograf okulistyczny SOCT Copernicus, sprzęt do mikrochirurgii oka, lasery oparte na technice półprzewodnikowej, aparaty do USG oka oraz urządzenia wykorzystujące techniki cyfrowego przetwarzania obrazu, pozwalające na precyzyjną diagnostykę zarówno przedniego jak i tylnego odcinka oka.
Produkowane przez firmę spektralne tomografy optyczne sprzedawane są także w Japonii, gdzie ich dystrybucją zajmuje się Canon.
W 2010 roku Optopol został przejęty przez Canon, który ogłosił przymusowy wykup akcji od drobnych akcjonariuszy, a następnie, wycofał spółkę z giełdy papierów wartościowych.
31 grudnia 2013 roku przedsiębiorstwo zostało przekształcone w spółkę z ograniczoną odpowiedzialnością.